# Ronni Reis
Ronni Reis (10 maggio 1966) è un'ex tennista statunitense.

## Carriera
In carriera ha vinto 3 titoli di doppio. Nei tornei del Grande Slam ha ottenuto il suo miglior risultato raggiungendo il terzo turno in singolare e in doppio agli Australian Open 1989.

## Statistiche

### Doppio

#### Vittorie (3)
| Numero | Anno            | Torneo                          | Superficie | Compagna     | Avversarie in finale              | Punteggio |
| 1.     | 7 ottobre 1984  | Borden Classic, Tokyo           | Cemento    | Mercedes Paz | Emilse Raponi Adriana Villagrán   | 6-4, 7-5  |
| 2.     | 18 ottobre 1987 | Puerto Rico Open, San Juan      | Cemento    | Lise Gregory | Cammy MacGregor Cynthia MacGregor | 7–5, 7–5  |
| 3.     | 31 luglio 1988  | Northern California Open, Aptos | Cemento    | Lise Gregory | Patty Fendick Jill Hetherington   | 6–3, 6–4  |

### Doppio

#### Finali perse (2)
| Numero | Anno            | Torneo                                | Superficie | Compagna        | Avversarie in finale       | Punteggio                 |
| 1.     | 29 ottobre 1989 | Puerto Rico Open, San Juan            | Cemento    | Cammy MacGregor | Gigi Fernández Robin White | Non disputata per pioggia |
| 2.     | 21 ottobre 1990 | Virginia Slims of Arizona, Scottsdale | Cemento    | Sandy Collins   | Elise Burgin Helen Kelesi  | 4–6, 2–6                  |